# Adam Kahane
Adam Kahane (Montreal, 1950) is een conflictbemiddelaar en facilitator, die in meer dan vijftig landen strijdende partijen nader tot elkaar bracht. Zoals in Guatemala, tijdens het vredesoverleg in 1996, en Zuid-Afrika aan het einde van het apartheidsregime. Hij mag zich de vriend noemen van vele wereldleiders, zoals wijlen Nelson Mandela. Hij houdt zich niet alleen bezig met oorlog en vrede, maar bemiddelt ook bij discussies over de zorg en klimaatverandering. Hij schreef diverse boeken over zijn werk.

## Studie en werk
Kahane  behaalde een Bachelor of Science in natuurkunde aan de McGill-universiteit in Montreal, een Master in Energie aan de Universiteit van Californië - Berkeley, en hij voltooide de studie Onderhandelen en conflictbemiddeling aan de Harvard Law School.
In de jaren negentig was Kahane hoofd van de afdeling Toekomstige Scenario’s van Shell in London. Daarna werd hij partner in een bedrijf dat op vijf continenten bemiddelt bij conflicten, met betrekking tot thema's als economische ontwikkeling, voedselveiligheid, rechtshervorming en vredesopbouw. De mensen voor wie hij zich inzet zijn dan ook van diverse pluimage. Wereldleiders en directeuren, generaals en guerrillastrijders, van overheidspersoneel tot de clerus.
Kahane woont afwisselend in Kaapstad en Montreal.

## Definitie samenwerking
Kahane betoogt dat er in het begrip samenwerken iets tweeslachtigs zit. Aan de ene kant houdt samenwerking, met vrienden en collega's, een belofte in van vooruitgang en het losmaken van energie en creativiteit. Maar wanneer het gebruikt wordt in de zin van samenwerken met de vijand, valt al gauw de term collaboratie. Overleggen met mensen die we niet mogen en vertrouwen voelt voor velen als verraad, maar soms kun je niet anders.
Kahanes  boek Collaborating with the Enemy: An Open Way to Work with People You Don’t Agree With or Like or Trust

is geheel aan dit thema gewijd.
Mensen zijn tegenwoordig vrijer en individualistischer dan voorheen, met luidere stem en minder respect, zegt Kahane. Door de sociale media is de stemming grilliger en ontstaat er meer onzekerheid en tweedracht. Dit maakt het des te moeilijker om met andersdenkenden samen te werken om resultaten te boeken.
Kahane onderscheidt vier verschillende mogelijkheden tot samenwerking:
- Als de situatie niet is, zoals wij het willen, kunnen we proberen deze in de gewenste richting te sturen.

- Niets doen en de status quo te accepteren.
- Je terug te trekken om het conflict te vermijden.
- Samen met andersdenkenden proberen om de kwestie uit te praten.

Maar volgens Kahane vinden velen de laatste optie zo ingewikkeld, dat ze liever de zaak forceren.

Een wijdverbreid misverstand is, volgens Kahane, de focus op het beste plan en consensus binnen de groep en vervolgens een plan van aanpak te implementeren. Alsof er één superieur plan is en dit automatisch tot samenwerking leidt. Maar binnen een complexe, conflictrijke omgeving met tegenstrijdige belangen is dit geen haalbare kaart.
Om samen te werken met de tegenstander hanteert Kahane het begrip flexibele samenwerking (stretch collaboration). Dit betekent niet alleen zoeken naar verbinding met de ander, maar ook de kern van het conflict onder ogen proberen te zien en de bereidheid om zelf van mening te veranderen. De uitkomst kan zijn meerdere coalities, meerdere oplossingen, maar ook meer partijen die het resultaat kunnen onderschrijven.

## Montfleur onderhandelingen
Leiders van verschillende partijen namen in 1991 deel aan een conferentie in het Mont Fleur conferentieoord bij Kaapstad om Zuid-Afrika vorm te geven in de overgangsperiode na de Apartheid. Kahane was betrokken bij deze onderhandelingen en stelde voor om tijdens dit overleg scenario's op te stellen voor een toekomstig Zuid-Afrika, zonder voorwaarden vooraf en in een respectvolle dialoog. 
Terugkijkend noteert Kahane dat eenvoudige problemen snel opgelost konden worden, door kleine stapjes te zetten. 

Complexe problemen vroegen om een systematische aanpak en betrokken partijen moesten, als het ware, tot een actieve deelneming worden verplicht. Belangrijk was dat men gezamenlijk terugkeek naar het verleden en dat de oplossingen gezag uitstraalden. De scenario's voor een nieuw Zuid-Afrika moesten rekening houden met de politieke, economische en interne dynamiek. Men was het erover eens dat de tijd drong, omdat het land voor kritische keuzes stond. Uiteindelijk leidde de conferentie ertoe, dat het ANC en andere partijen aan de linkerkant anders gingen denken om een economische ineenstorting te voorkomen.

## Klimaattop Kopenhagen
Kahane trad ook op als bemiddelaar bij de Klimaatconferentie Kopenhagen 2009. Daarbij waren 50.000 mensen aanwezig, onder wie 20.000 onderhandelaars uit 192 landen. Hij was getuige van een verschillend soort dynamiek binnen de twee kampen. Aan de ene kant zag hij het machtsblok, bestaande uit regeringen van grote landen die vooral belang hadden bij de status quo en gericht waren op ontwikkeling en groei. Anderzijds was er het harmonie kamp, waarin men vooral sprak over de historische verantwoordelijkheid voor het milieu en wetenschappers het belang van het klimaat, de gezondheid en onderlinge verbondenheid beklemtoonden.

Als eerste stap tot een oplossing van een dergelijk conflict, waarbij twee partijen recht tegenover elkaar staan, noemt hij het bewust zijn van de harde en de zachte krachten. Omdat een sfeer van 100 procent harmonie niet bestaat en  100% procent macht evenmin (tenzij men leeft in een totalitaire dictatuur), gaat het om het vinden van een balans.
In zijn boek Power and love noemt Kahane liefde en de macht basale drijfveren van de mens. Met liefde 
bedoelt hij het gericht zijn op groei en opbouw en het bij elkaar brengen van twee gescheiden delen tot iets wat heel is. Macht is gericht op persoonlijk gewin, zo nodig door onderdrukking. Niet voor niets staat op de omslag van het boek een afbeelding van een granaat en een roos.

## Vredesonderhandelingen Colombia
In 1997 was Kahane betrokken bij vredesonderhandelingen in Colombia.De toekomst van het door burgeroorlogen en geweld verscheurde land stond op het spel. Er was afgesproken dat er geen voorwaarden vooraf gesteld mochten worden. Men hoefde alleen maar te komen, te praten en te luisteren. 
Uit ervaring wist Kahane, dat veel onderhandelingen vastzitten, omdat partijen elkaar niet begrijpen en vertrouwen, waardoor een oplossing onmogelijk lijkt. De conferentie over De toekomst van Colombia was daar een voorbeeld van. 

De onderhandelingen werden uitgezonden via een geluidsverbinding, zodat ook rebellen in de heuvels rond Bogota konden meeluisteren. Via de telefoon konden zij aan de conferentie deelnemen. Sommige anderen kregen een vrijgeleide naar het conferentieoord, terwijl vertegenwoordigers van de verzetsbeweging ELN meepraatten vanuit een streng bewaakte gevangenis. De FARC ten slotte nam deel vanaf een geheime locatie in Costa Rica.
Alle deelnemers waren doodsbang om iets verkeerds te zeggen en vooral voor elkaar. Een vrouw uit het communistische kamp wist dat zij geconfronteerd zou worden met een paramilitaire leider die al vijf keer had geprobeerd haar te laten vermoorden. Zij vroeg Kahane, waarom zij met deze persoon rond de tafel moest gaan zitten. Hij antwoordde dat zij hierdoor mogelijk een zesde moordaanslag zou kunnen voorkomen.
Vooraf was afgesproken dat niemand tijdens de onderhandelingen vermoord zou mogen worden. Daarbuiten golden andere regels. Uiteindelijk was iedereen er trots op dat ze samen een veilige plek hadden gecreëerd om met elkaar te praten.
Tijdens de conferentie werden diverse scenario’s opgesteld over wat er mogelijk in de toekomst zou kunnen gebeuren. Men sprak af dat men  zich niet zou ingraven in zijn eigen positie en ook geen eisen vooraf ging stellen. De deelnemers voorzagen vier mogelijke scenario's:
1. Niets doen en af te wachten, wat de toekomst zou brengen.
2. De onderhandelingen zouden succesvol verlopen en men zou enthousiast zijn over bereikte compromissen.
3. Het vredesproces zou mislukken. De regering zou steeds harder gaan optreden en militair geweld gebruiken. De term daarvoor was pacificatie (om vrede te bereiken moet je oorlog voeren).
4. De verschillende fracties zouden resultaten boeken en men zou zich realiseren, dat eendracht uiteindelijk macht maakt.

Jarenlang hoorde Kahane niets meer over de uitkomsten van de conferentie. Tien jaar later, in 2007, ging hij terug naar Colombia. Tot zijn verbijstering hoorde hij dat alles precies volgens de geschetste scenario’s was verlopen. Colombia zat toen in een militaristische fase onder president Álvaro Uribe.
In 2013 was hij opnieuw in het land en bezocht hij de toenmalige president Santos die volop bezig was met het vredesproces. Dezelfde Santos was, als jong politicus, in 1997 bij de conferentie aanwezig geweest en zei hem, dat het vierde scenario aan het uitkomen was. Santos noemde daarom de geschetste scenario’s niet academisch, maar profetisch. 
Voormalig ELN commandant Galan vertelde Kahane dat zij eigenlijk verslaafd waren geraakt aan oude verhalen en dat je nieuwe verhalen nodig hebt om een nieuwe realiteit tot stand te brengen.

## Boeken
- Solving Tough Problems: An Open Way of Talking, Listening, and Creating New Realities (2007)
- Power and Love: A Theory and Practice of Social Change (2009)
- Power and love: een strategie voor blijvende verandering (Nederlandse vertaling, 2010)
- Transformative Scenario Planning: Working Together to Change the Future (2012)
- Collaborating with the enemy:How to Work with People You Dont Agree with or Like or Trust (2017)

- Bibsys: 7032002
- Bibliothèque nationale de France: cb170836992 (data)
- Catàleg d'autoritats de noms i títols de Catalunya: 981060719271906706
- CiNii: DA08146928
- Gemeinsame Normdatei: 170527190
- International Standard Name Identifier: 0000 0000 3094 5815
- Library of Congress Control Number: n88161695
- Bibliotheek van het Japanse parlement: 01140387
- Nationale Bibliotheek van Tsjechië: xx0223094
- Nationale Bibliotheek van Israël: 987007451368405171
- Nederlandse Thesaurus van Auteursnamen: 101759096
- Système universitaire de documentation: 16867470X
- Virtual International Authority File: 33554204
- WorldCat: E39PBJcRb7fxkcY43pghMVhfv3